# Крищюнас, Роландас
Роландас Крищюнас (лит. Rolandas Kriščiūnas; род. 16 октября 1970, Паневежис, Литовская ССР, СССР) — литовский государственный служащий и дипломат. 

## Биография

### Образование
В 1993 году окончил Университет Витовта Великого со степенью бакалавра в области информационного бизнеса. В 1995 году окончил Европейский институт международных отношений им. Клингендаля в Гааге. В 1996 году защитил степень магистра экономики в Университет штата Огайо. В 2008 году окончил Шведский институт в Стокгольме по специальности «Менеджмент».

### Карьера
В 1993—1994 годах служил третьим секретарём в отделе экономического анализа в Министерстве иностранных дел Литвы; 1996—1998 годах был первым секретарём в этом отделе.
В 1998—2001 годах работал в США; был первым секретарём отдела двусторонних экономических отношений в посольстве Литвы в Вашингтоне.
С 2001 по 2004 год работал в Министерстве финансов Литвы, возглавлял департамент по экономическим связям с Европейским Союзом. В 2004—2009 годах был секретарём в том же министерстве, а 2009—2012 годах — заместителем министра (отвечал за регулирование финансовых услуг, политику сплоченности ЕС, структурную помощь, фискальную политику, введение евро в Литве, вопросы ECOFIN, международную финансовую помощь, международные финансовые институты).
В 2012—2015 годах был вице-министром иностранных дел, отвечал за отношения с институтами ЕС, экономическую дипломатию, внешнюю торговлю Литвы, политику экономической безопасности, экспорт и инвестиции.
В 2015—2020 годах — посол Литвы в Соединенных Штатах Америки. Верительные грамоты президенту США Бараку Обаме им были вручены  17 сентября 2015 года.